# شون كوربين
شون كوربين مواليد 21 فبراير 1975 في غيانا، هو ملاكم محترف ترينيدادي يصنف ضمن فئة الوزن الثقيل بدأ مسيرته الاحترافية سنة 2001 حيث انتصر في نزاله الأول.

## المسيرة الاحترافية
من نزالاته:
- خسر أمام ناثان كلفرلي بالضربة الفنية القاضية (17-05-2014).
- انتصر على واين بريثويت (26-10-2012).
- خسر أمام داويد كوستيكي بالضربة الفنية القاضية (23-10-2010).
- خسر أمام كارو مورات بالضربة الفنية القاضية (30-01-2010).

## إحصائيات
خاض خلال مسيرته 22 نزالا، فاز في 17 ولم يتعادل وخسر في 5. فاز بالضربة القاضية في 12 نزالا.

## روابط خارجية
- شون كوربين على موقع بوكس ريك (الإنجليزية) (registration required)